# Cantuzumab mertansine
Il cantuzumab mertansine è un anticorpo monoclonale umanizzato usato nel trattamento del tumore del colon retto ed in altri tipi di tumore. Esso è legato ad un agente citotossico la: mertansine.
Il target molecolare del farmaco è l'antigene: mucin CanAg.

### Cantuzumab mertansine
- (EN) Antonio Tito Fojo, The role of microtubules in cell biology, neurobiology, and oncology, Springer, 11 giugno 2008,  pp. 463–, ISBN 978-1-58829-294-0.

- (EN) accessdate L. Harivardhan Reddy e Patrick Couvreur, Macromolecular Anticancer Therapeutics, Springer, 1º giugno 2009,  pp. 361–, ISBN 978-1-4419-0506-2.

- (EN) accessdate Frank Petersen e René Amstutz, Natural compounds as drugs, Birkhäuser, 2008,  pp. 69–, ISBN 978-3-7643-8098-4.